# Jean-Louis Jaley
Pour les articles homonymes, voir Jaley.
Jean-Louis Nicolas Jaley est un sculpteur et médailleur français né à Paris le 27 janvier 1802 et mort à Neuilly-sur-Seine le 30 mai 1866.

## Biographie
Élève de son père, le médailleur Louis Jaley (1765-1840), et de Pierre Cartellier, Jean-Louis Jaley obtient le prix de Rome de sculpture en 1827 pour son bas-relief Mucius Scævola devant Porsenna. 
Il remporte une médaille de deuxième classe en 1833, une médaille de première classe en 1836 et une médaille de deuxième classe en 1848 et en 1855.
Il est décoré de la Légion d’honneur en 1856 et entre la même année à l’Académie des beaux-arts où il succède à Pierre-Jean David d'Angers. 
Il meurt à Neuilly-sur-Seine le 30 mai 1866 et est inhumé à Paris au cimetière du Père-Lachaise (49e division) au côté de son père.

## Œuvres dans les collections publiques
- Damvillers : Monument au général Gérard, 1858, statue en bronze, érigée à l'origine au château de Versailles puis envoyée à la fonte sous le régime de Vichy, elle a été remplacée par une statue en pierre en 1956[5].
- Gaillac :
  - Monument au général d’Hautpoul, 1851, statue en bronze. Sur la proposition de son fils, Alphonse Napoléon d’Hautpoul, la municipalité de Gaillac accepta l’érection d’un monument à la mémoire du général, mort à la bataille d’Eylau en 1807. Il proposa également de confier ce projet à Jean-Louis Jaley qui avait déjà produit un buste du général pour le musée de Versailles. Réalisée par la fonderie Eck et Durand, la statue en pied du général en costume de cuirassier est inaugurée le 28 novembre 1851, elle a été envoyée à la fonte sous le régime de Vichy et remplacée en 1949 par une statue en pierre de Gilbert Privat[6].
  - musée des Beaux-Arts : Buste du général d’Hautpoul, marbre; Statue en pied du Général d'Hautpoul (1847), Bronze
- Marseille, musée des Beaux-Arts : La Rêverie, 1850, statue en marbre.
- Paris :
  - église Saint-Augustin : Vierge à l’enfant, 1862, groupe en marbre[7].
  - gare du Nord : Londres[8] et Vienne[9], 1862, statues en pierre ornant la façade, 5,50 m, parmi 23 statues représentant les principales villes desservies par la gare.
  - Institut de France, salle des séances : Charles Nodier, 1844, buste en marbre[10].
  - musée du Louvre :
    - La Prière, statue en marbre exécutée puis exposée à Rome, en avril 1831, envoyée à Paris le 30 mai 1831, acquise le 4 septembre 1833 par le ministère de la Maison du roi pour le musée du Luxembourg[11] ;
    - La Pudeur, statue en marbre exécutée à Rome en avril 1833, elle est acquise par le ministère de la Maison du roi le 3 septembre 1834, conservée au ministère des Finances jusqu’en 1991[12] ;
    - Le Duc d'Orléans, 1844, statue en marbre[13].

  - Palais de justice : La Force, 1859, ornant la façade principale, cour de Mai, et L’Équité, 1859, ornant la façade ouest, rue de Harlay, statues en pierre[14].
  - palais Bourbon, salle Casimir-Périer : Mirabeau, 1835, statue commandée par l’État en 1833[15].
  - palais du Louvre :
    - L’Art assyrien, 1857, groupe en pierre ornant la balustrade supérieure de l’aile Henri IV[16] ;
    - Jean de La Fontaine, 1857, statue en pierre ornant la corniche du premier étage de l’aile en retour Turgot[17].

  - théâtre national de l'Opéra-Comique, foyer : Nicolas Dalayrac, buste en marbre (Salon de 1853)[18].
- Phalsbourg, place d'armes : Monument à Georges Mouton, comte de Lobau, 1859, statue en bronze[19]. Le modèle en plâtre est présenté au Salon de 1840, la statue en marbre est conservée à la mairie de Phalsbourg.
- Versailles, château de Versailles : Louis XI de France, statue en plâtre, 2,16 m[20].

Œuvres de Jean-Louis Jaley
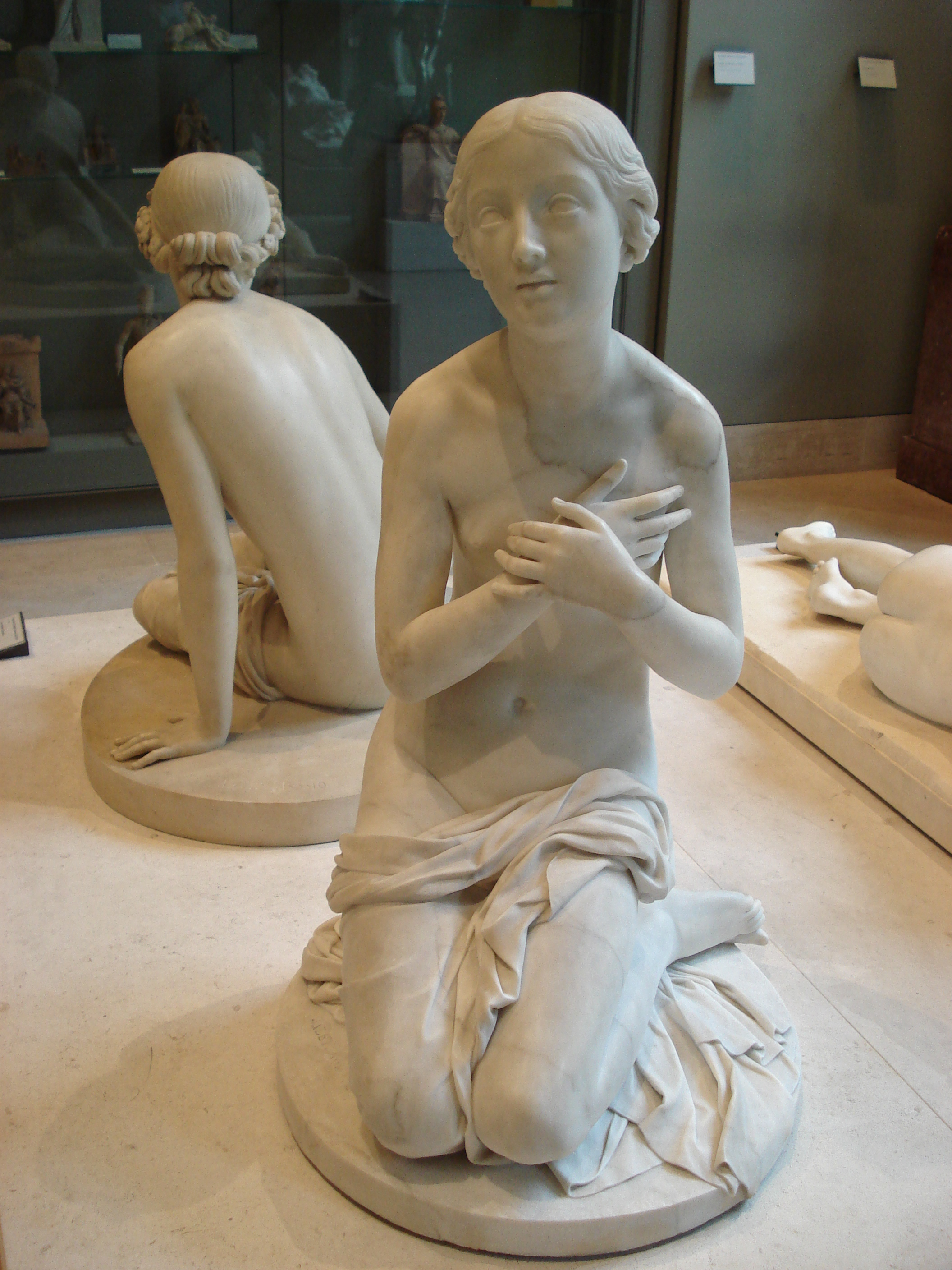
La Prière (1831), Paris, musée du Louvre.
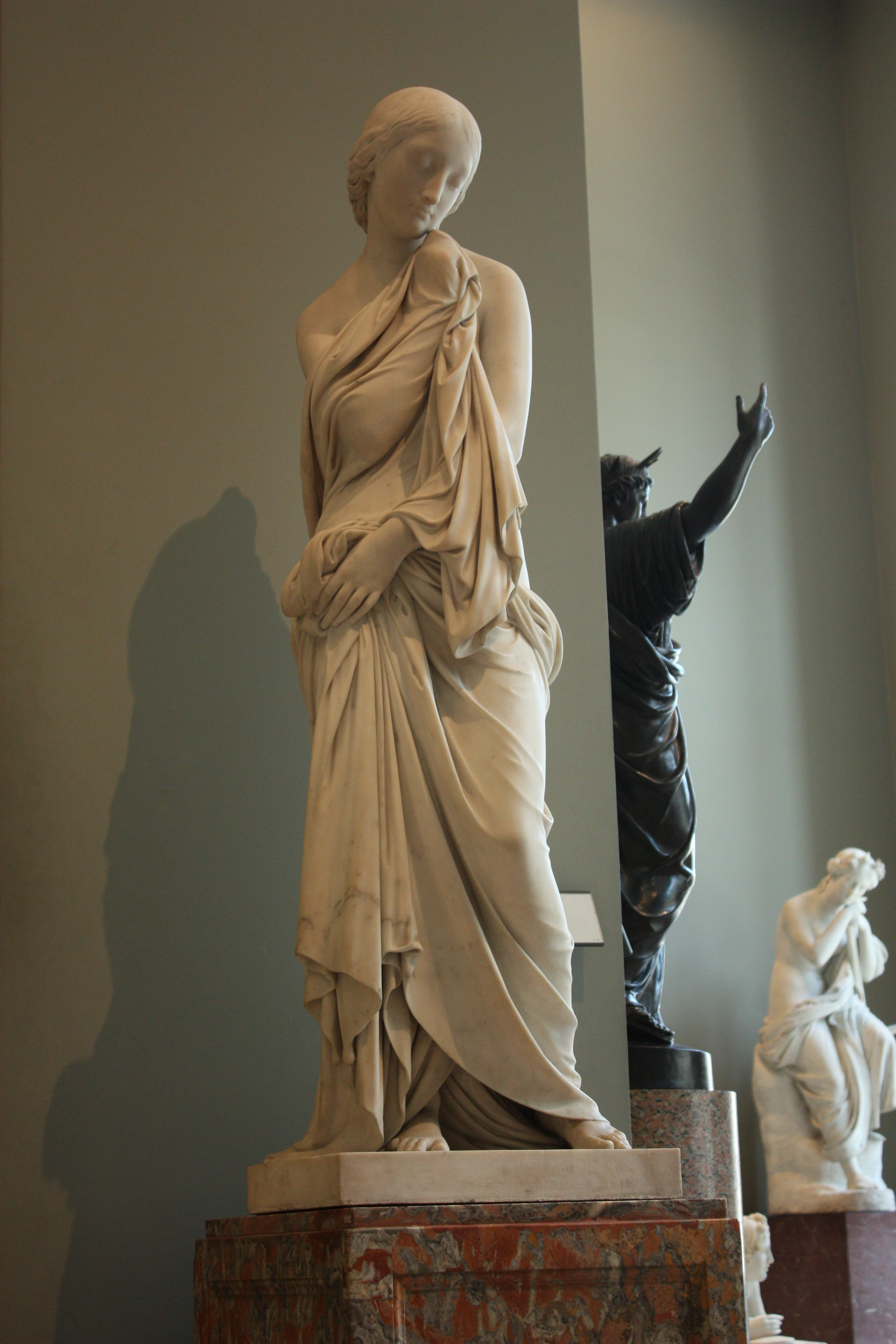
La Pudeur (1833), Paris, musée du Louvre.
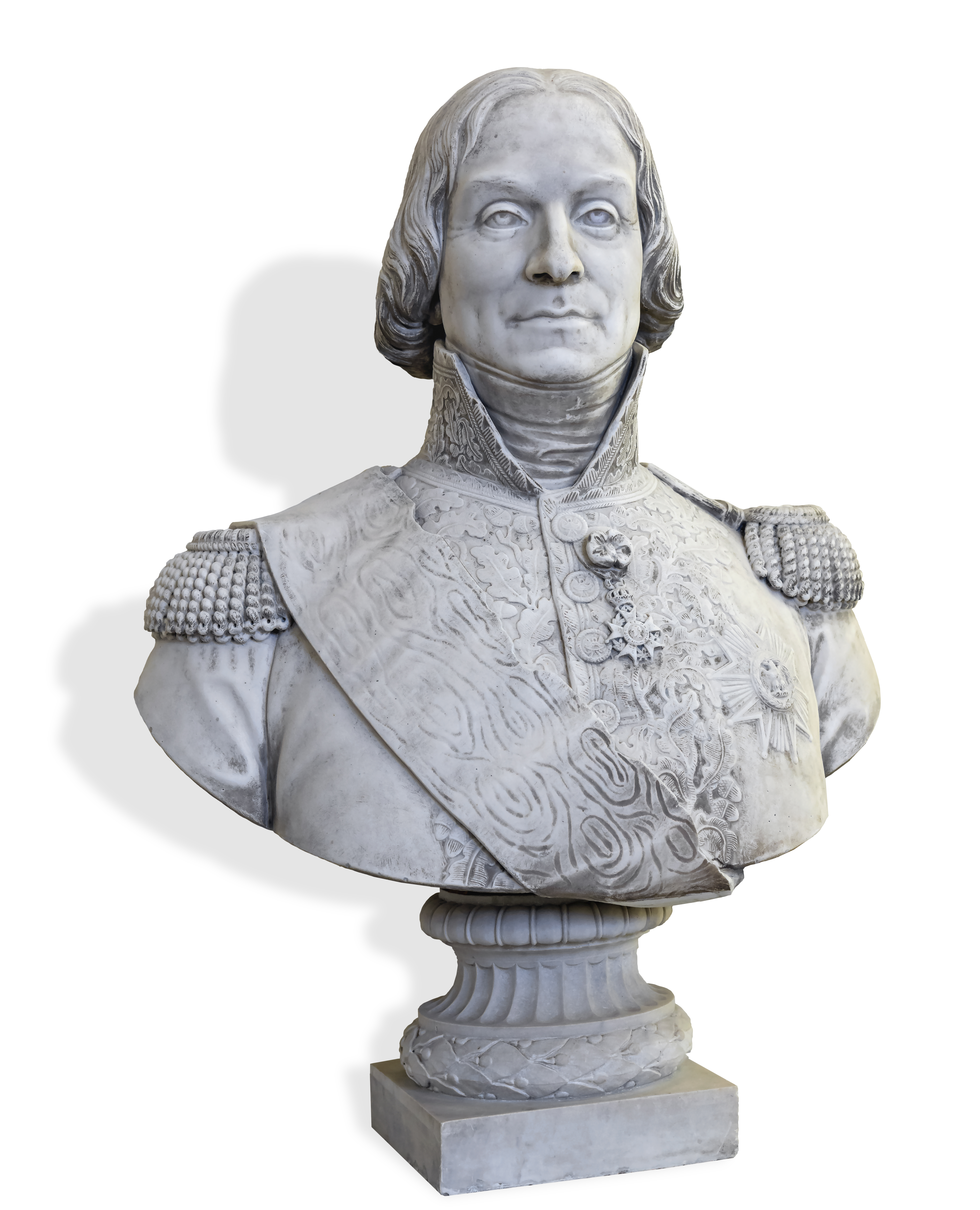
Buste du général d’Hautpoul (1838), musée des Beaux-Arts de Gaillac.
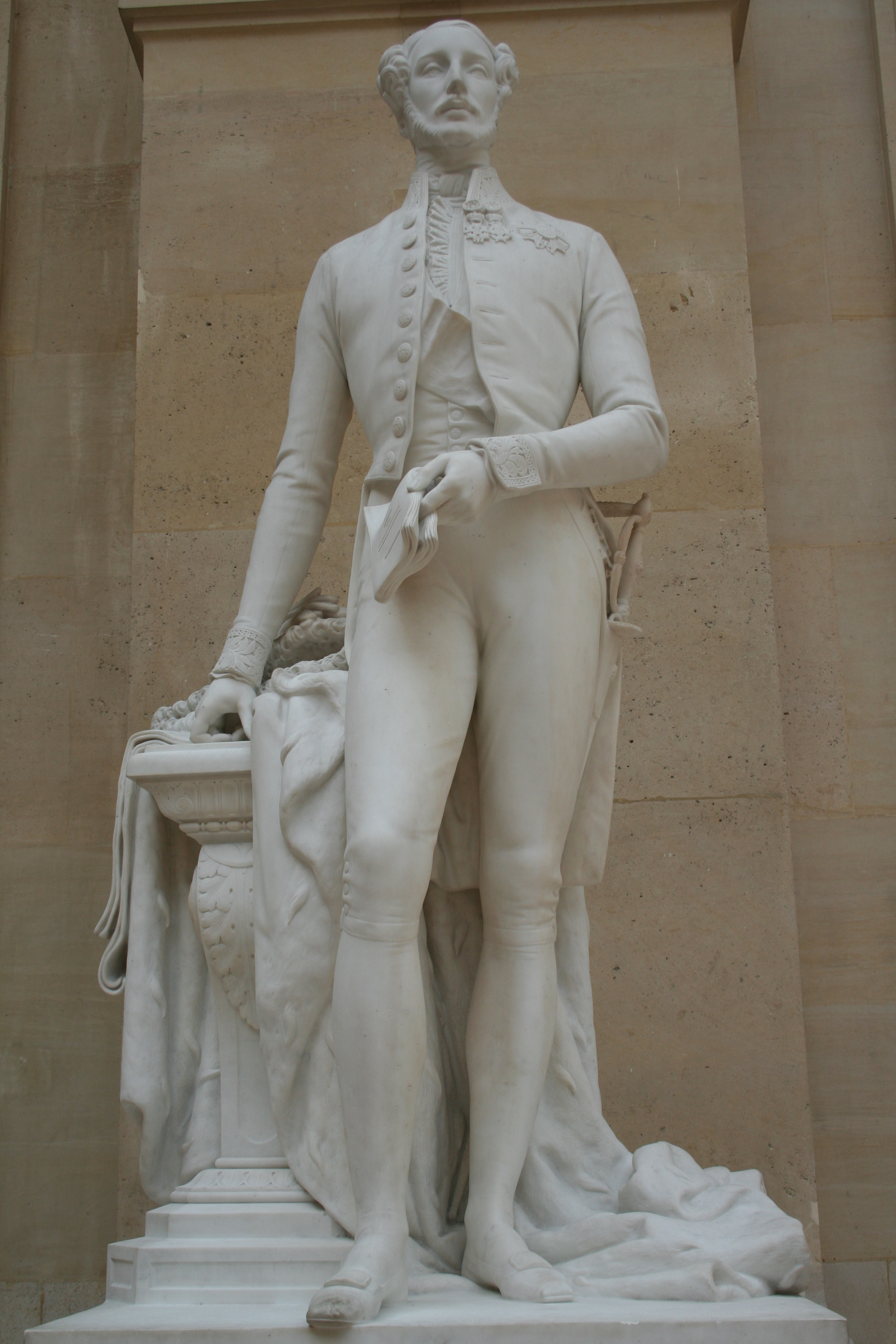
Le Duc d'Orléans (1844), Paris, musée du Louvre.
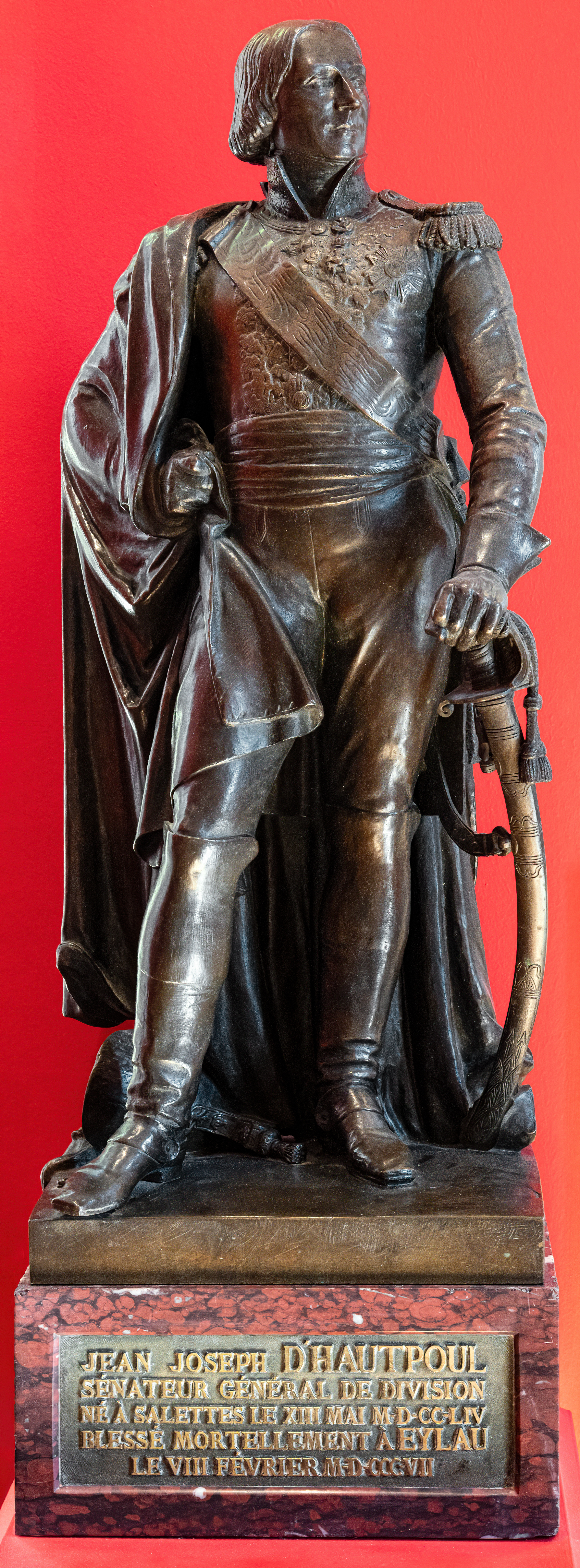
Statue en pied du général d’Hautpoul (1847), musée des Beaux-Arts de Gaillac.
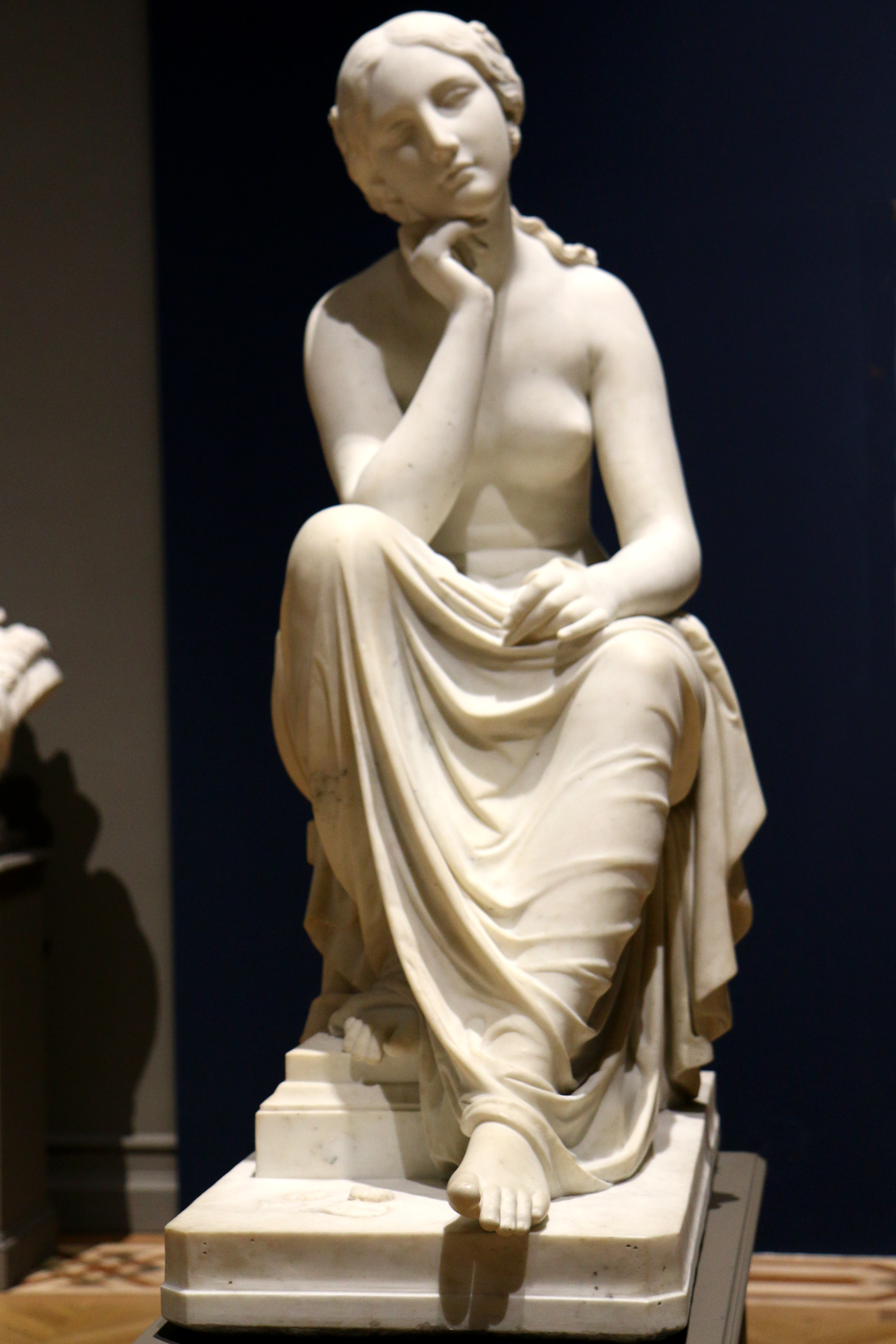
La Rêverie (1850), musée des Beaux-Arts de Marseille.
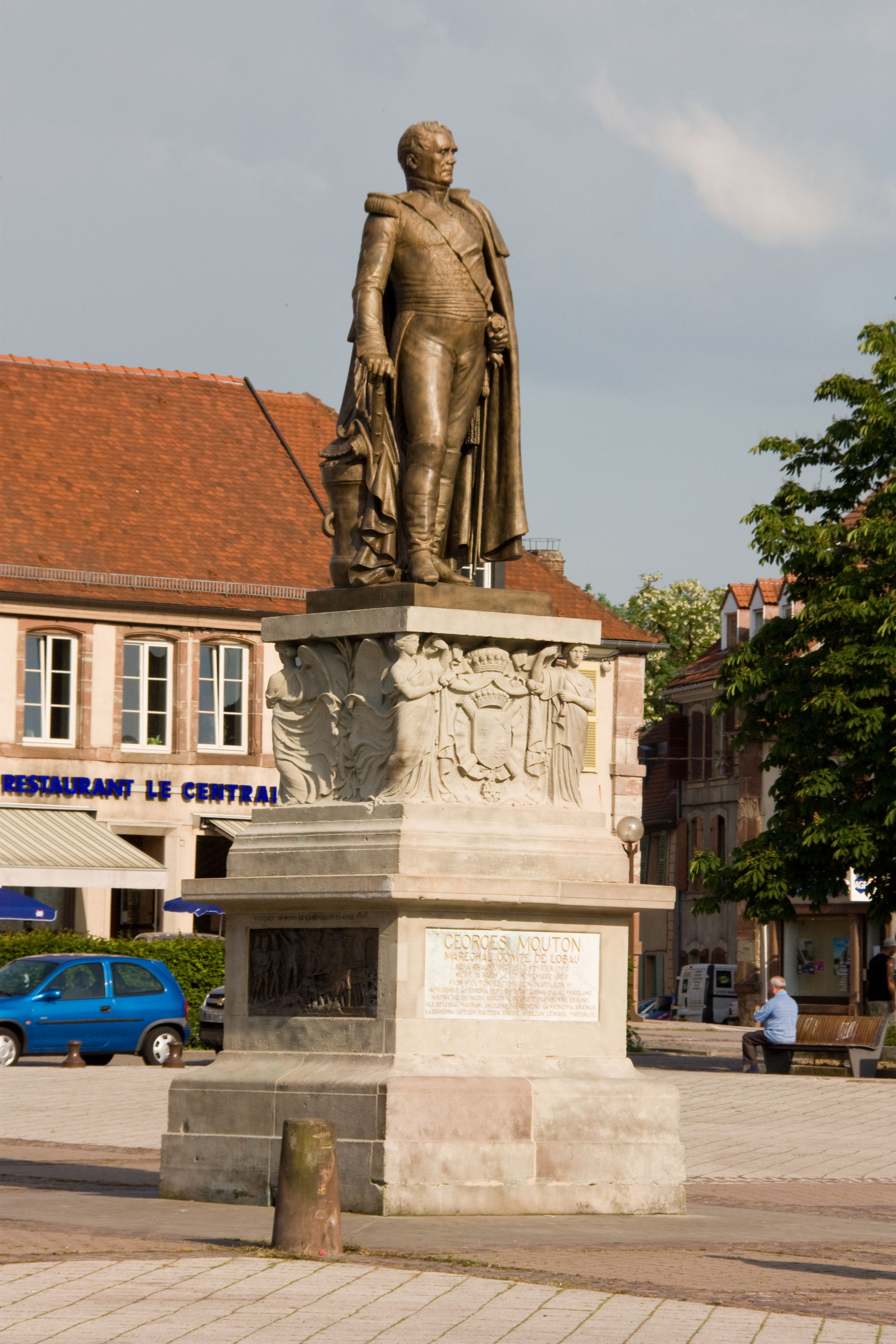
Monument à Georges Mouton, comte de Lobau (1859), Phalsbourg.